# Projekt 1205
Projekt 1205, mit dem Decknamen „Skat“ (russisch „Скат“; NATO-Bezeichnung:  Gus-Klasse), war eine Klasse von kleinen Luftkissen-Landungsbooten der sowjetischen Marine, die im Kalten Krieg entwickelt wurde.

## Aufbau

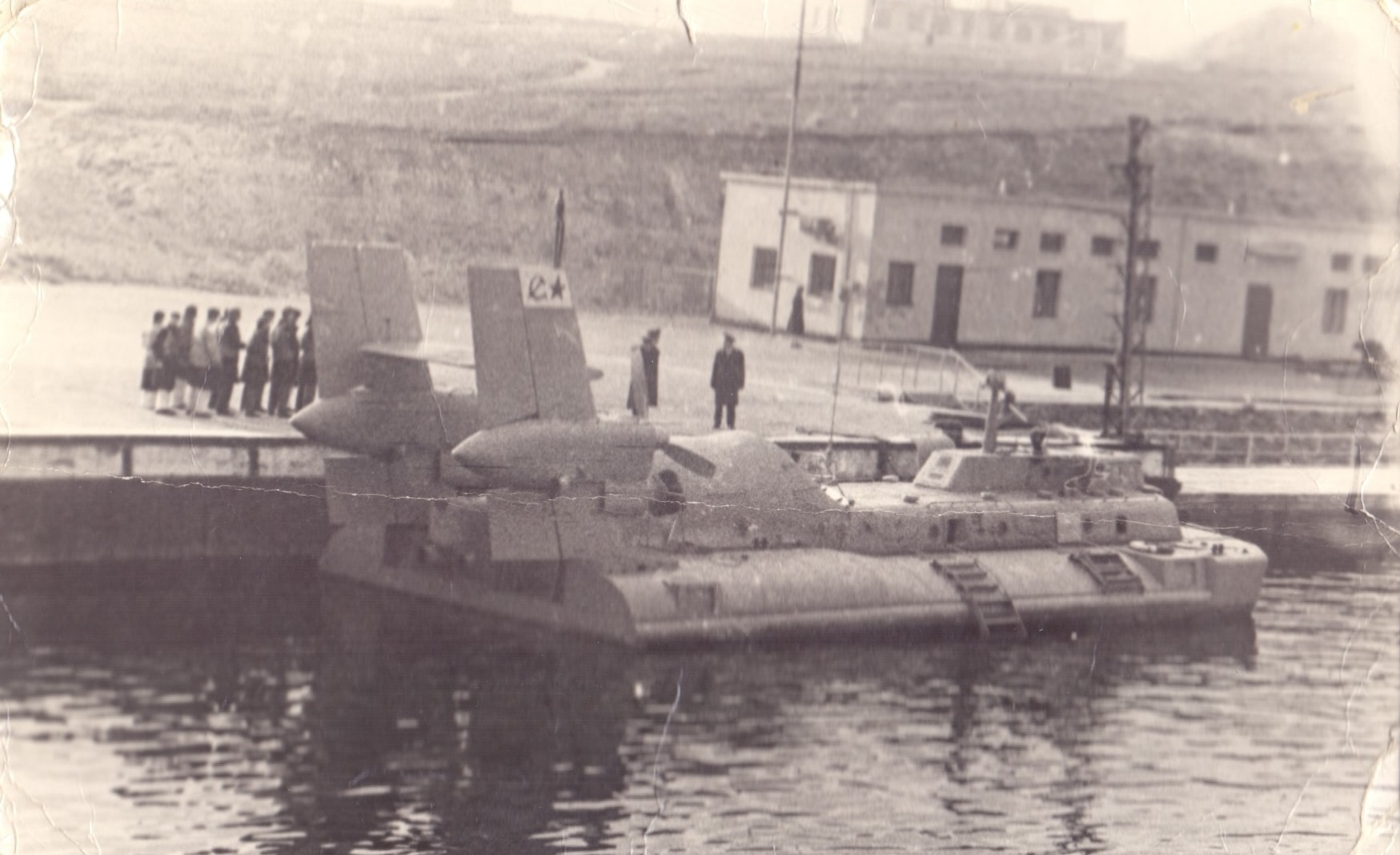
Projekt 1205

Projekt 1205 war zum Absetzen von Soldaten an unverteidigten Strandabschnitten konstruiert. Die Boote verfügten dazu im vorderen Schiffsteil über ein Deck, auf dem bis zu 40 Soldaten mitgeführt werden konnten. Auf dem Dach dieses Truppendecks war ein kleiner Steuerstand montiert. Im hinteren Drittel der Schiffsklasse war die Maschinenanlage mit den Gasturbinen verbaut. Die TWD-10-Turbine, die auf der Längsachse der Boote stand, saugte die Luft unmittelbar hinter dem Steuerstand auf dem Wetterdeck an und presste sie nach unten. Zwei kleinere Varianten der Turbine vom Typ TWD-10M betrieben die Propeller.
Es gab keine Rampe zum Betreten oder Verlassen der Boote, sondern je zwei Luken an Back- und Steuerbord des Truppendecks und eine weitere vor dem Steuerstand. Die Soldaten kletterten dabei vom Truppendeck über eine Leiter auf das Wetterdeck von Projekt 1205 und sprangen anschließend an Land. Der Bootskörper war aus Aluminium gefertigt und bot nur minimalen ballistischen Schutz. Zur Verteidigung konnten zwei PKT-Maschinengewehre und vier BP-30-Granatwerfer verwendet werden.

## Einheiten
29 Fahrzeuge des Projekts 1205 wurden von den Werften Feodossija, Selenodolsk und Leningrad zwischen 1969 und 1976 gebaut. Die Fahrzeuge erhielten keine Namen, sondern Nummern, und das Präfix „D“ (russisch „д“).